# Метацентрическая высота

Отрезок mG — метацентрическая высота.

Метацентрическая высота — критерий остойчивости судна. Представляет собой возвышение метацентра над центром тяжести плавающего тела. Чем больше этот параметр, тем выше начальная остойчивость судна. При приобретении отрицательного значения метацентрической высоты судно утрачивает способность плавать без крена.
Ответить на вопрос «перевернется ли судно, имеющее отрицательную метацентрическую высоту» не представляется возможным, так как метацентрическая теория остойчивости верна лишь при наклонениях судна, не превышающих 10 градусов.
Тем не менее, в Правилах классификационных обществ, осуществляющих надзор за технической эксплуатацией судов (Российский речной регистр, Российский морской регистр судоходства и др.), запрещена эксплуатация судов, имеющих метацентрическую высоту менее 0,15 м.
Согласно ряду свидетельств британский пароход «Уарата» постройки 1908 года мог иметь отрицательную метацентрическую высоту. Пассажиры и члены экипажа жаловались на постоянный крен судна на один из бортов, причём, при  попытках исправить этот крен судно начинало крениться уже на другой борт. Предположение об отрицательной метацентрической высоте этого парохода высказал физик, профессор Уильям Брэгг, бывший пассажиром на одном из рейсов. В 1909 году «Уарата» пропала без вести у берегов Южной Африки со всеми 211 находившимеся на борту людьми, и хотя точная причина гибели судна не установлена, версия о том, что пароход перевернулся в результате плохой остойчивости в условиях поднявшегося шторма, остаётся одной из приоритетных.
Характерным примером тела, имеющего нулевую метацентрическую высоту, является симметричный плавающий бочонок. При нахождении в спокойной воде такой бочонок будет совершать вращение вдоль продольной оси под воздействием любых внешних сил (например ветра).